# Novo Nordisk A/S
Novo Nordisk A/S és una empresa farmacèutica multinacional danesa amb seu a Bagsværd, Dinamarca, amb instal·lacions de producció a nou països i filials o oficines a cinc països. Novo Nordisk està controlada per l'accionista majoritari Novo Holdings A/S, que posseeix aproximadament el 28% de les seves accions i la majoria (77%) de les seves accions amb dret a vot.
Novo Nordisk fabrica i comercialitza productes i serveis farmacèutics, específicament medicaments i dispositius per a la cura de la diabetis. El seu producte principal és el fàrmac semaglutide, utilitzat per tractar la diabetis amb la marca Ozempic i l'obesitat amb la marca Wegovy. Novo Nordisk també participa en la gestió de l'hemostàsia, la teràpia amb hormona del creixement i la teràpia de reemplaçament hormonal. La companyia fabrica diversos medicaments amb diferents marques, com ara Levemir, Tresiba, NovoLog, Novolin R, NovoSeven, NovoEight i Victoza.

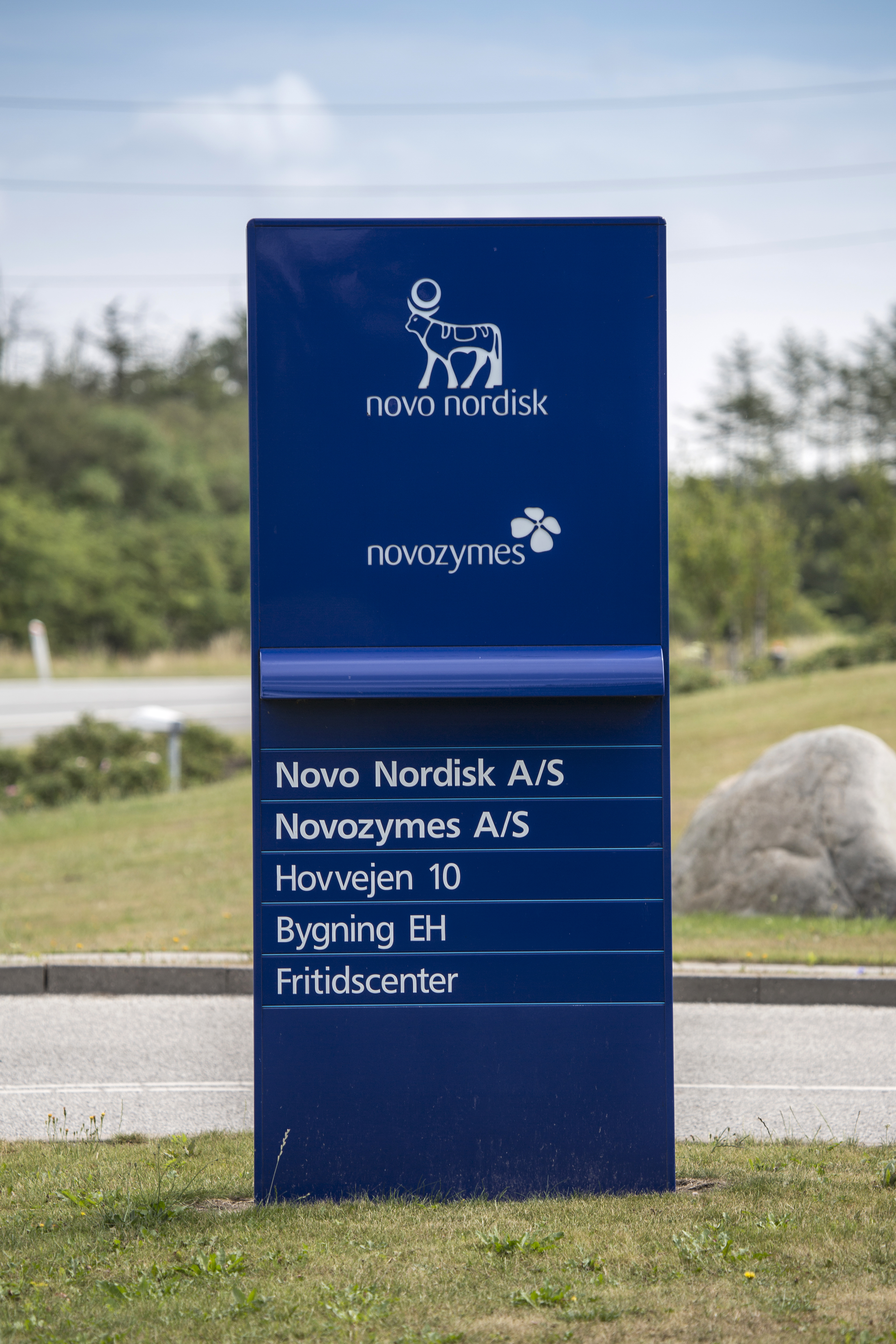
La planta de fabricació més gran de Novo Nordisk situada a Kalundborg, Dinamarca

Novo Nordisk dona feina a més de 48.000 persones a tot el món i comercialitza els seus productes a 168 països. La corporació es va crear l'any 1989, a partir d'una fusió de dues empreses daneses que es remunten als anys vint. El logotip de Novo Nordisk és el toro Apis, un dels animals sagrats de l'antic Egipte. Novo Nordisk és membre de ple dret de la Federació Europea d'Indústries i Associacions Farmacèutiques (EFPIA).

L'empresa va ocupar el 25è lloc entre les 100 millors empreses per treballar el 2010 i el 72è el 2014 per Fortune. El gener de 2012, Novo Nordisk va ser nomenada l'empresa més sostenible del món per la revista empresarial Corporate Knights , mentre que l'empresa derivada Novozymes va ser nomenada quarta. Novo Nordisk és la companyia farmacèutica més gran de Dinamarca. La capitalització de mercat de Novo Nordisk va superar el PIB de l'economia nacional de Dinamarca el 2023 i és l'empresa farmacèutica més valorada d'Europa.

## Treball amb diabetis
Novo Nordisk va fundar la fundació World Diabetes per salvar les vides dels afectats per la diabetis als països en desenvolupament i va donar suport a una resolució de l'ONU (Nacions Unides) per lluitar contra la diabetis, convertint la diabetis en l'única altra malaltia juntament amb el VIH / sida amb la qual les Nacions Unides es comprometen. combat.
Els tractaments per a la diabetis representen el 85% del negoci de Novo Nordisk. Novo Nordisk treballa amb metges, infermeres i pacients per desenvolupar productes per a l'autogestió de la diabetis. L'estudi DAWN (Diabetes Attitudes, Wishes and Needs) de 2001 va ser una enquesta global sobre els aspectes psicosocials de viure amb diabetis. Va implicar més de 5.000 persones amb diabetis i gairebé 4.000 proveïdors d'atenció. Aquest estudi va ser dissenyat per identificar les barreres per a una salut i una qualitat de vida òptimes. Un estudi de seguiment realitzat el 2012 va incloure més de 15.000 persones que vivien amb persones amb diabetis o que les cuiden. En resposta a les troballes britàniques, es va desenvolupar un Pla d'Acció Nacional (NAP), amb un comitè de direcció multidisciplinari, per donar suport a la prestació d'atenció individualitzada centrada en la persona al Regne Unit. El NAP pretén oferir un enfocament holístic al tractament de la diabetis per als pacients i les seves famílies.
El programa i3-diabetes és una col·laboració entre King's Health Partners, un dels sis centres acadèmics de ciències de la salut (AHSC) a Anglaterra, i Novo Nordisk. El programa és una col·laboració de cinc anys dissenyada per oferir una atenció personalitzada que permetrà millorar els resultats per a les persones que viuen amb diabetis i maneres més eficients i efectives d'atendre les persones amb diabetis.